# Махмуд-хан
Махмуд-хан (1462/1464 —1508) — хан Західного Могулістану в 1487—1508 роках. Відомий також як Султан-Махмуд-хан I.

## Життєпис
Старший син Юнус-хана, володаря Могулістану. Народився за різними версіями 1462, 1463 або 1464 року. У 1485 році призначено намісником Шашу. Того ж року завдав поразки військам Омар-шейха II, який спробував повернути Шаш під свою владу. У 1487 році після смерті батька розділив з братом Ахмед-Алаком Могулістан, отримавши північно-західну частину. Своєю резиденцією обрав Шаш. Тут став споруджувати родинний мавзолей у стилі Тимуридів.
Переймався переважно внутрішніми справами, намагаючись приборкати кочові племена. Водночас сприяв переходу кочівників до осілого способу життя. Ця політика спричинила невдоволення. Налагодив дружні відносини з Казахським ханством і кочовими узбеками. У 1487 році за допомогою останніх біля Чирчику завдав поразки еміру Султан-Ахмеду Мірзі. На дяку за це у 1488 році очільнику кочових узбеків Мухаммеду Шейбані подарував землю в Туркестані, що отримала назву Узбекистан. У відповідь зазнав нападів казахів, що двічі завдали поразки Махмуд-хану. 
У 1490 році уклав союз з дуглатами, що зміцнило становище хана. У 1495 році,скориставшись боротьбою між Тимуридами, Махмуд-хан спробував  захопити Самарканд. Ним тоді правив Султан-Байсонкур Мірза. Але у місцевості Канбай хан Західного Могулістану зазнав поразки й відступив до Шашу.
У 1501 році спільно разом з братом виступив проти Мухаммеда Шейбані, який захопив перед тим у 1501 році за підтримки Махмуд-хана захопив Самарканд. Втім війська Могулістану біля Ахсикету зазнали поразки, а сам Махмуд-хан потрапив у полон, але незабаром був відпущений. Натомість було втрачено Фергану,а доньки Махмуд-хана — Айша-Султан і Кутлуг-ханум вийшли заміж за Мухаммеда Шейбані таДжанібек-Султана (стриєчного брата шейбані) відповідно. Свою сестру — Даулат-Султан-ханум — Махмуд-хан видав заміж за Мухаммед Темур-Султана, сина Мухаммеда Шейбані.
У 1503 році після смерті брата Махмуд-хана було визнано верховним ханом, але влада не поширювалася далі Західного Могулістану. Водночас почалися конфлікти з небожами Султан-Халілем і Султан-Саїдом. Навесні 1504 року він фактично передав управління країною іншому небожу Мансур-хану, а сам оселився в Джетікенте і 4 роки жив там, не беручи участі в міжусобній війні. Розраховуючи захопити Фергану, рушив 1508 року до Мавераннахру, але війська Мухаммеда Шейбані завдали могульськоому хану поразки й захопили в полон. Шейбані наказав стратити Махмуд-хана й 5 його синів поблизу Ходжента.